# 米奇的捕鼠器
《米奇的捕鼠器》（英語：Mickey's Mouse Trap）是一部2024年加拿大砍殺片，華特·迪士尼動畫短片《汽船威利号》（1928年）的恐怖片改編。電影由傑米·貝利（Jamie Bailey）執導，賽門·菲利普斯編劇並主演，講述了一群朋友在遊樂場關閉後被困在遊樂場內的故事，他們遭受身穿米老鼠服裝的蒙面殺手襲擊。
自1920年代中期以來，米老鼠的版權一直歸華特迪士尼公司所有，雖然迪士尼保留對其自己作品中角色的獨家權，但米老鼠的《汽船威利号》版本形象於2024年1月1日進入公有領域，本片的消息同樣於當天對外發表。
《米奇的捕鼠器》2024年8月6日在美國透過VOD形式發行。

## 演員
- 賽門·菲利普斯（英语：Simon Phillips (actor)）飾演米老鼠
- 尼克·比斯庫佩克（Nick Biskupek）飾演馬許警探（Detective Marsh）
- 詹姆斯·勞林（James Laurin）飾演保羅（Paul）
- 米蕾·加涅（Mireille Gagné）飾演潔瑪（Gemma）
- 達米爾·科維奇（Damir Kovic）飾演柯爾警探（Detective Cole）
- 卡勒姆·賽維克（Callum Sywyk）飾演馬克斯（Marcus）
- 阿萊格拉·諾西塔（Allegra Nocita）飾演瑪莉（Marie）
- 潔西·納斯史密斯（Jess Nasmith）飾演丹妮（Danny）
- 麥肯齊·米爾斯（Mackenzie Mills）飾演蕾貝卡（Rebecca）
- 瑪德琳·凱爾曼（Madeline Kelman）飾演傑娜（Jayna）
- 班·哈里斯（Ben Harris）飾演萊恩（Ryan）

## 製作
2024年1月1日，首部由米老鼠為主角的動畫短片《汽船威利号》（1928年）進入公有領域。版權失效後，《汽船威利号》形象的米老鼠改編作品消息在網上公開，恐怖片《米奇的捕鼠器》便是其一，而其他較知名的作品為電子遊戲《侵蝕：起源》。《米奇的捕鼠器》由傑米·貝利（Jamie Bailey）執導，在接受《好萊塢報道》採訪時表示：
我們用《汽船威利号》的米老鼠來當成題材並且玩得很開心，這點顯而易見。我的意思是電影讓《汽船威利号》的米老鼠殺了人，這太荒謬了，我們只想好好地享受這一切。

## 另見
- 《小熊維尼：血與蜜》

## 外部連結
- 互联网电影数据库（IMDb）上《米奇的捕鼠器》的资料（英文）